# Аквакультура

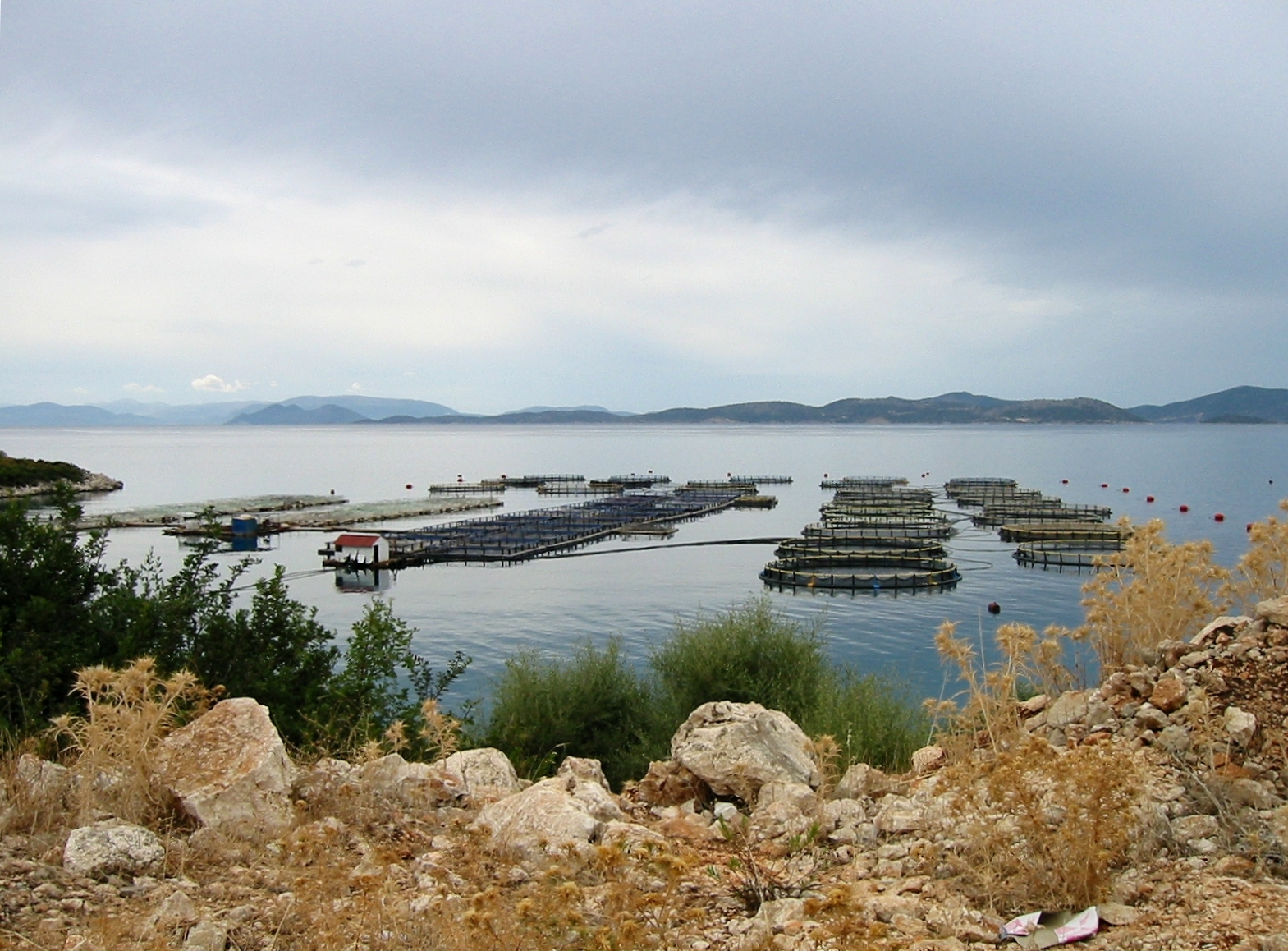
Аквакультура на заливе на западе Греции

Аквакультура (от лат. aqua — вода и лат. cultura — возделывание, разведение, выращивание) — разведение и выращивание водных организмов (рыб, ракообразных, моллюсков, водорослей) в естественных и искусственных водоёмах, а также на специально созданных морских плантациях.
Марикультура — часть аквакультуры, занимающаяся рыбоводством и выращиванием других организмов в морских водах (морское фермерство).
Рыбоводство является формой аквакультуры. Оно предусматривает разведение рыбы на рыбоводных заводах в цистернах или загонах. Оборудование, которое позволяет выпускать молодняк рыб в дикую среду для развлекательного рыболовства или для пополнения численности природных видов, обычно относят к рыбным инкубаторным станциям.
Выращивание креветок и моллюсков — важная часть аквакультуры. В 1997 мировой урожай креветок составил 700 тыс. т.

## История
Аквакультура, в частности разведение пресноводных рыб, насчитывает около 4 тыс. лет. В Китае около 3750 лет тому назад уже были пруды для разведения рыбы. В 1020-е годы до н. э. некоторые виды рыб выращивались в широких масштабах для товарного использования. Китаец Фан Ли в 599 году до н. э. опубликовал написанное им первое известное нам пособие по разведению рыб.
В 2014 году мировое население впервые употребило в пищу больше искусственно выращенной рыбы, а не добытой традиционным рыболовством. В этом году объём выращенной рыбы составил 73,8 млн тонн, а если прибавить выращенные водоросли, то общий объём продукции аквакультуры в 2014 году составил 101,1 млн тонн (52 % от совокупного улова рыбы и морепродуктов).

### В России
Первые сведения о рыбоводстве на Руси относятся XII—XIII векам: при монастырях создавались пруды, в которых содержали рыбу.
Основоположником промышленного рыбоводства в России был Владимир Павлович Врасский, разработавший «сухой» или «русский» способ искусственного оплодотворения и инкубации икры и основавший в 1856-1857 гг. первый в России рыбоводный завод для разведения лососей и сигов — Никольский рыборазводный завод. Позднее такие заводы были построены на разных реках для разведения сёмги, балтийского лосося, осетровых.
В 1869 году Ф. В. Овсянниковым впервые было проведено искусственное оплодотворение икры стерляди.
В 1874-1876 годах русский зоолог О́скар Андреевич Гримм разработал способ искусственного оплодотворения лососёвой икры. С 1879 по 1912 год заведовал Никольским рыбоводным заводом, который под руководством Гримма стал главным научным центром рыбоводства в России. При заводе были созданы гидробиологическая, гидрохимическую и ихтиологическая лаборатории. В 1890 году Гримм разработал программу для всероссийских курсов по рыбоводству и рыболовству.
В советский период рыбоводство получило большое развитие, особенно работа по разведению рыбы в прудах. В 1930-х годах начались работы по разведению рыбы в промышленных целях в Сибирском регионе.
В 1985 году в СССР работало свыше 150 рыбоводных предприятий и вели работы по дальнейшему развитию этой отрасли. Так, в 1985 году был разработан плот-тримаран для выращивания мидий в бухтах Белого моря. Некоторые разработки экспортировались в другие страны мира (так, по советским технологиям была создана осетровая ферма в Иране).

## Статистика

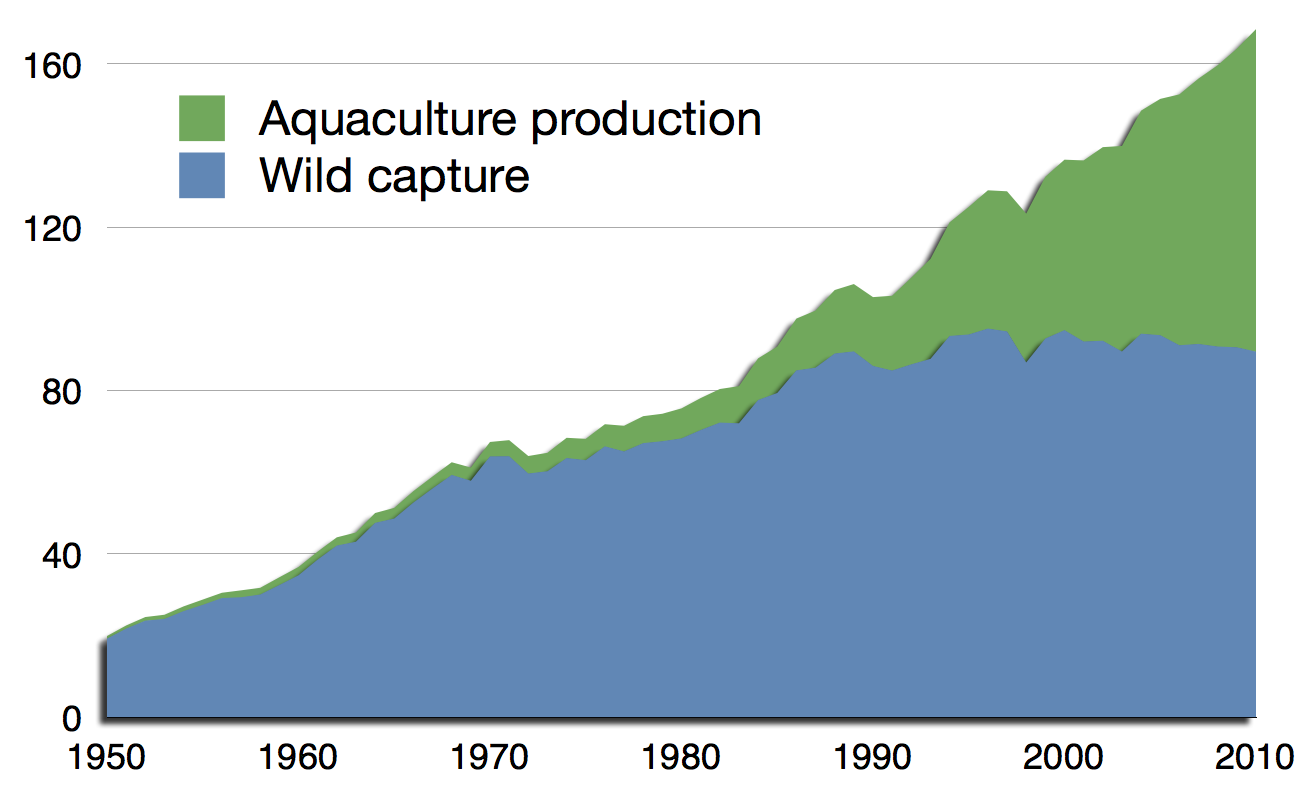
Вылов в мире, млн тонн. Синим вылов дикой рыбы, зеленым культивируемой

Мировая аквакультура развивается, давая сегодня около половины всей рыбы, предназначенной в пищу.
В 2016 году общее мировое производство пищевой рыбы, моллюсков и ракообразных достигло 171 млн тонн. Из них искусственно культивировано 80 млн тонн морских животных на сумму 232 млрд долларов США, в том числе 54 млн тонн рыбы на 138 млрд USD, 17 млн тонн моллюсков на 29 млрд USD, 7,9 млн тонн ракообразных на 57 млрд USD и 938 тыс. тонн других водных животных (черепах, трепангов, морских ежей, лягушек и съедобных медуз) на сумму 6,8 млн USD. Кроме того продукцией аквакультуры стали 30 млн тонн водных растений на сумму 11,7 млрд USD и 37,9 тыс. тонн непищевой продукции (декоративные раковины, жемчуг) на сумму 214 млн USD. В отрасли заняты почти 20 млн человек. Производство видов, не требующих использования кормов, достигло 24,4 млн тонн (включая 8,8 млн тонн рыб-фильтраторов типа белого и пестрого толстолобика и 15,6 млн тонн морских беспозвоночных, в основном двустворчатых моллюсков).
|                      | Млн тонн | Млрд USD |
| -------------------- | -------- | -------- |
| Белый амур           | 5.23     | 6.69     |
| Белый толстолобик    | 4.59     | 6.13     |
| Сазан                | 3.76     | 5.19     |
| Нильская тиляпия     | 3.26     | 5.39     |
| Пёстрый толстолобик  | 2.90     | 3.72     |
| Catla                | 2.76     | 5.49     |
| Золотой карась       | 2.45     | 2.67     |
| Атлантический лосось | 2.07     | 10.10    |
| Roho labeo           | 1.57     | 2.54     |
| Ханос                | 0.94     | 1.71     |
| Микижа               | 0.88     | 3.80     |
| Wuchang bream        | 0.71     | 1.16     |
| Чёрный амур          | 0.50     | 1.15     |
| Змееголов            | 0.48     | 0.59     |
| Амурский сом         | 0.41     | 0.55     |

См. также: List of commercially important fish species
| Вид                                                         | 2010         | 2012         | 2014         | 2016         |
| Ракообразные                                                | Ракообразные | Ракообразные | Ракообразные | Ракообразные |
| ----------------------------------------------------------- | ------------ | ------------ | ------------ | ------------ |
| Креветка белоногая, Penaeus vannamei                        | 2688         | 3238         | 3697         | 4156         |
| Рак болотный красный, Procambarus clarkii                   | 616          | 598          | 721          | 920          |
| Краб китайский мохнаторукий, Eriocheir sinensis             | 593          | 714          | 797          | 812          |
| Креветка гигантская тигровая, Penaeus monodon               | 565          | 672          | 705          | 701          |
| Креветка восточная речная, Macrobrachium nipponense         | 226          | 237          | 258          | 273          |
| Креветка гигантская пресноводная, Macrobrachium rosenbergii | 198          | 211          | 216          | 234          |
| Ракообразные, всего                                         | 5586         | 6277         | 7047         | 7862         |
| Моллюски                                                    |              |              |              |              |
| Устрицы прочие, Crassostrea spp.                            | 3678         | 3972         | 4374         | 4864         |
| Венерупис филиппинский, Ruditapes philippinarum             | 3605         | 3775         | 4014         | 4229         |
| Гребешки морские прочие, Pectinidae                         | 1408         | 1420         | 1650         | 1861         |
| Моллюски морские прочие, Mollusca                           | 630          | 1091         | 1135         | 1154         |
| Мидии морские прочие, Mytilidae                             | 892          | 969          | 1029         | 1100         |
| Моллюск-черенок, Sinonovacula constricta                    | 714          | 720          | 787          | 823          |
| Устрица гигантская, Crassostrea gigas                       | 641          | 609          | 624          | 574          |
| Кровавый моллюск, Anadara granosa                           | 466          | 390          | 450          | 439          |
| Мидия чилийская, Mytilus chilensis                          | 222          | 244          | 238          | 301          |
| Моллюски, всего                                             | 14064        | 14874        | 16047        | 17139        |
| Животные прочие                                             |              |              |              |              |
| Черепаха дальневосточная, Trionyx sinensis                  | 270          | 336          | 345          | 348          |
| Трепанг дальневосточный, Apostichopus japonicus             | 130          | 171          | 202          | 205          |
| Беспозвоночные морские прочие, Invertebrata                 | 223          | 128          | 111          | 97           |
| Лягушки, Rana spp.                                          | 82           | 86           | 97           | 96           |
| Животные прочие, всего                                      | 818          | 839          | 894          | 939          |

| Вид                                      | 2005 | 2010 | 2011 | 2012 | 2013 | 2014 | 2015  | 2016  |
| ---------------------------------------- | ---- | ---- | ---- | ---- | ---- | ---- | ----- | ----- |
| Водоросли Eucheuma прочие, Eucheuma spp. | 987  | 3481 | 4616 | 5853 | 8430 | 9034 | 10190 | 10519 |
| Ламинария японская, Laminaria japonica   | 4371 | 5147 | 5257 | 5682 | 5942 | 7699 | 8027  | 8219  |
| Гарцилярия, Gracilaria spp.              | 933  | 1691 | 2171 | 2763 | 3460 | 3751 | 3881  | 4150  |
| Ундария перистая, Undaria pinnatifida    | 2440 | 1537 | 1755 | 2139 | 2079 | 2359 | 2297  | 2070  |
| Красные водоросли, Kappaphycus alvarezii | 1285 | 1888 | 1957 | 1963 | 1726 | 1711 | 1754  | 1527  |
| Нори прочие, Porphyra spp.               | 703  | 1072 | 1027 | 1123 | 1139 | 1142 | 1159  | 1353  |
| Водоросли прочие, Algae                  | 1844 | 3126 | 2889 | 2815 | 2864 | 449  | 775   | 1049  |

### В России

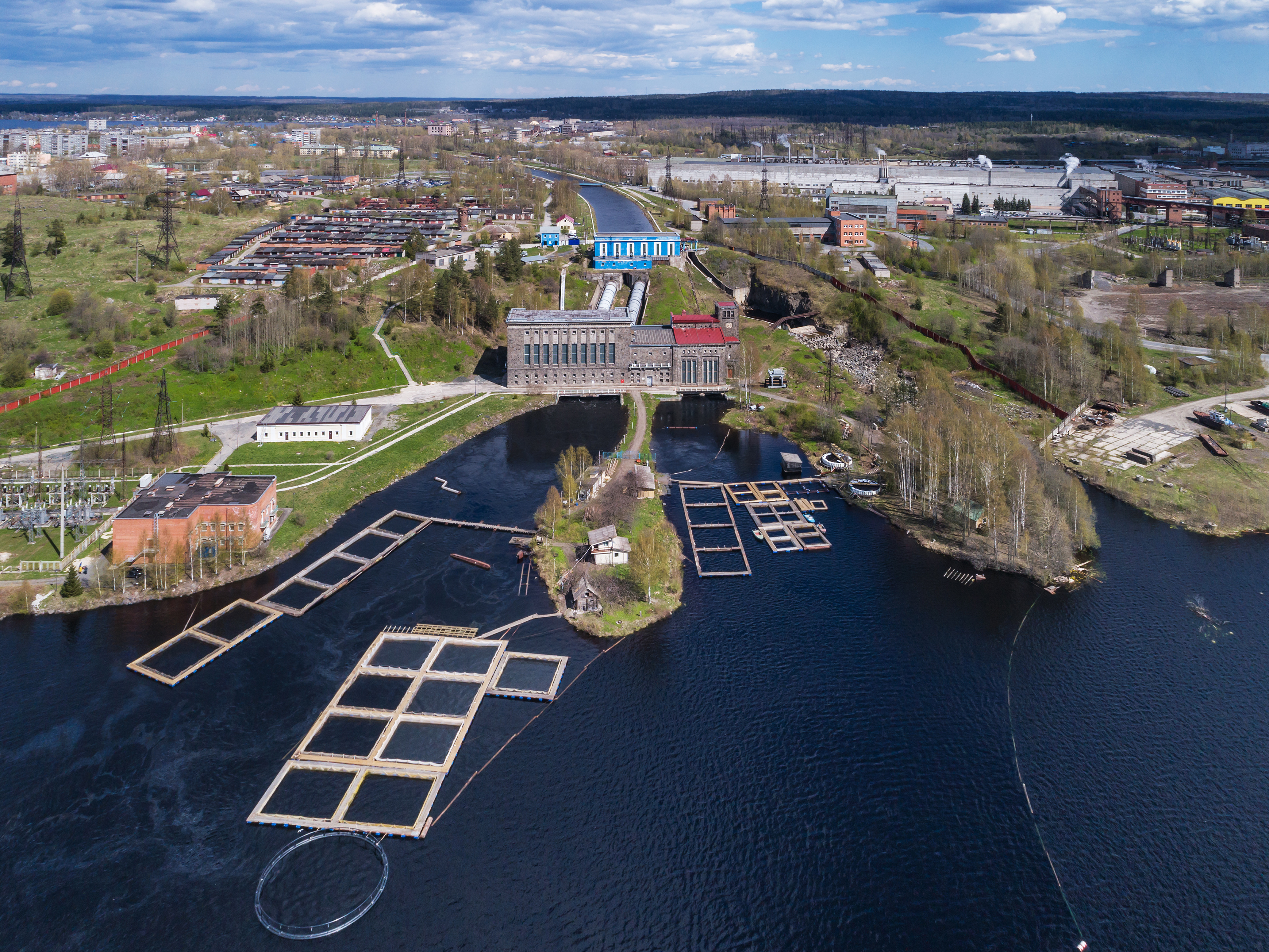
Рыбоводческое хозяйство на Онежском озере около Кондопожской ГЭС

На 2018 год объём продукции аквакультуры составил 238 тыс. тонн, что составляет 3 % от вылова дикой рыбы в России (свыше 5 млн тонн) и 0,3 % от мировой добычи продукции аквакультуры. Лидерами являются предприятия Южного федерального округа (треть объёмов), Северо-Западного федерального округа (59,5 тыс. тонн), Дальневосточный федеральный округ (13 тыс. тонн), Уральский федеральный округ (10 тыс. тонн). Карповые виды рыб занимают до 61 %, лососевые около 28 %.
| Товарное производство рыбы и морепродуктов в России | Товарное производство рыбы и морепродуктов в России |
| Год                                                 | Тыс тонн                                            |
| --------------------------------------------------- | --------------------------------------------------- |
| 1990                                                | 259,7                                               |
| 1995                                                | 68,8                                                |
| 2000                                                | 77,1                                                |
| 2005                                                | 115                                                 |
| 2010                                                | 120,9                                               |
| 2011                                                | 129,6                                               |
| 2012                                                | 146,4                                               |
| 2013                                                | 155,5                                               |
| 2014                                                | 163,3                                               |
| 2015                                                | 177,6                                               |
| 2016                                                | 205,3                                               |
| 2017                                                | 219,7                                               |
| 2018                                                | 238,7                                               |
| 2020                                                | 328,6                                               |
| 2021                                                | 356                                                 |
| 2022                                                | 383                                                 |
| 2023                                                | 402                                                 |

Государственное регулирование
Правительством принят Федеральный закон от 2 июля 2013 года N 148-ФЗ «Об аквакультуре (рыбоводстве)». В развитие положений указанного закона в апреле 2014 года была утверждена государственная программа «Развитие рыбохозяйственного комплекса на 2013—2020 гг.», с подпрограммой «Развитие аквакультуры», а в январе 2015 года была утверждена отраслевая программа «Развитие товарной аквакультуры (товарного рыбоводства) в Российской Федерации на 2015—2020 годы».
В 2018 году Минсельхоз России и Росрыболовство на поддержку аквакультуры выделили 653 млн руб. На 2019 год из федерального и региональных бюджетов субсидируются привлекаемые долгосрочные и краткосрочные кредиты. Прорабатывается вопрос возмещения части капитальных затрат на товарную аквакультуру в размере от 25 % до 30 % стоимости капитальных затрат и специализированной техники. В 2018 году Фонд развития Дальнего Востока совместно с профильными ведомствами разработали интернет-площадку, обеспечивающий инвесторам доступ к тихоокеанским морским акваториям для ведения марикультуры.
Для решения специфических проблем правового характера (например, закрепления рыбоводных участков за хозяйствами, права собственности на выращиваемые организмы до момента их изъятия из водоёма и др.) в 2013 году в России был принят федеральный закон «Об аквакультуре (рыбоводстве) и о внесении изменений в отдельные законодательные акты Российской Федерации».
Головной научный институт, занимающийся проблемами рыбоводства в России — Всероссийский научно-исследовательский институт рыбного хозяйства и океанографии.

### В других странах
Крупнейшим производителем аквакультуры в мире является Китай, занимающий свыше 60 % мирового производства. Азиатский регион в целом производит почти 90 % мировой аквакультуры.
| Регионы          | 1995  | 2000  | 2005  | 2010  | 2015  | 2016  |
| ---------------- | ----- | ----- | ----- | ----- | ----- | ----- |
| Африка           | 110   | 400   | 646   | 1286  | 1772  | 1982  |
| Египет           | 72    | 340   | 540   | 920   | 1175  | 1371  |
| Нигерия          | 17    | 26    | 56    | 201   | 317   | 307   |
| Обе Америки      | 920   | 1423  | 2177  | 2514  | 3274  | 3348  |
| Чили             | 157   | 392   | 724   | 701   | 1046  | 1035  |
| Северная Америка | 479   | 585   | 669   | 659   | 613   | 645   |
| Азия             | 21678 | 28423 | 39188 | 52452 | 67881 | 71546 |
| Китай            | 15856 | 21522 | 28121 | 36734 | 47053 | 49244 |
| Индия            | 1659  | 1943  | 2967  | 3786  | 5260  | 5700  |
| Индонезия        | 641   | 789   | 1197  | 2305  | 4343  | 4950  |
| Вьетнам          | 381   | 499   | 1437  | 2683  | 3438  | 3625  |
| Бангладеш        | 317   | 657   | 882   | 1309  | 2060  | 2204  |
| Европа           | 1581  | 2051  | 2135  | 2523  | 2941  | 2945  |
| Норвегия         | 278   | 491   | 662   | 1020  | 1381  | 1326  |
| Океания          | 94    | 122   | 152   | 187   | 186   | 210   |
| ВЕСЬ МИР         | 24383 | 32418 | 44298 | 58962 | 76054 | 80031 |

В США служба охраны рыболовства и диких животных создала Национальную систему рыбоводных заводов (National Fish Hatchery System) для поддержки сохранения местных видов рыбы. Система подобных заводов была создана и в СССР.

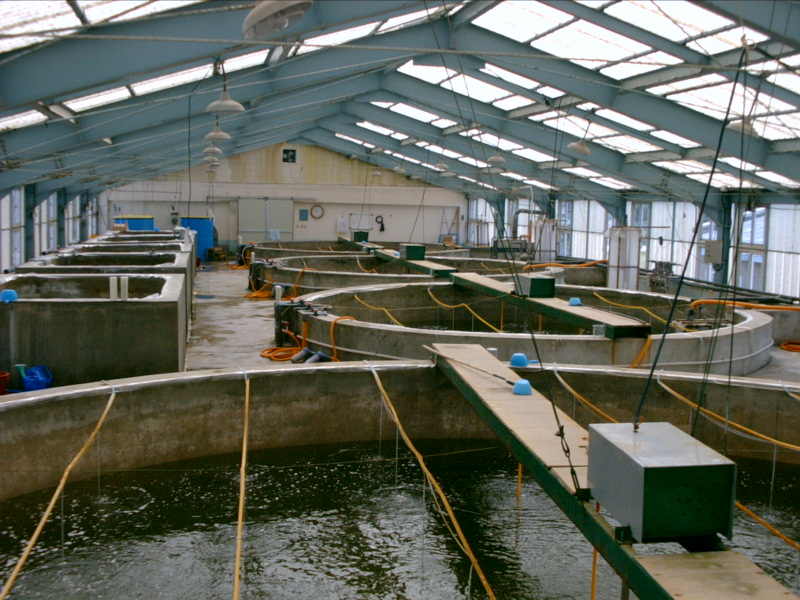
Пруд, используемый в качестве инкубатора для креветки

На Украине рыбоводством занимается отдел аквакультуры и селекции при Главном государственном управлении охраны, возобновления, использования водных живых ресурсов и регулирование рыболовства, которое является департаментом Государственного агентства рыбного хозяйства.
В Казахстане специально уполномоченным государственным органом, осуществляющим государственный контроль за состоянием, воспроизводством, охраной, защитой и использованием рыбных ресурсов является Комитет лесного, рыбного и охотничьего хозяйства Министерства сельского хозяйства.

## Пермакультура
Перманентная аквакультура — подразделение пермакультуры. «Пермакультура» (от англ. permaculture — permanent agriculture) — это система проектирования для создания жизнеспособных окружающих человека сред. Изобретателем пермакультуры является тасманийский профессор биогеографии Билл Моллисон, который получил медаль Вавилова за значительный вклад в сельскохозяйственную науку. В 1974 году он и Дэвид Холмгрен изобрели концепцию, которая получила название «перманентная агрокультура», или «пермакультура». Как учёный сам определяет это понятие, пермакультура — это «система дизайна, цель которого состоит в организации пространства, занимаемого людьми, на основе экологически целесообразных моделей». При этом его разработки касаются не только выращивания пищи, но строений и инфраструктуры, а также всех компонентов окружающего мира.
Термин «перманентная аквакультура» стал использоваться в мировой практике для обозначения видов аквакультуры, выращенных в экологически чистой среде. Так как в современном мире затруднительно найти абсолютно чистую водную экологическую среду, то учёными было внесено предложение на создание таковой для аквакультуры за определёнными методами и принципами, основы которых лежат в пермакультуре.
На практике перманентная аквакультура организуется в маломерных пресных или солёных ставках (до 100 м²) с ломаной дугообразной береговой кромкой. Ломаность береговой кромки объясняется тем, что при такой организации ставка аквакультуре легче получить доступ до «сухопутных» продуктов питания. При перманентной аквакультуре большое внимание уделяется подбору биологического разнообразия в ставке для обеспечения функционирования естественной пищевой цепочке водных организмов с минимальным вмешательством человека. Таким образом, перманентная аквакультура вбирает в себя позитивные качества и подходы экстенсивного и интенсивного ведения аквакультурного хозяйства с сохранением экологически сбалансированного подхода.